# Horichowe (obwód doniecki)
Horichowe (ukr. Горіхове) – wieś na Ukrainie, w obwodzie donieckim, w rejonie pokrowskim, w hromadzie Pokrowsk. W 2001 liczyła 397 mieszkańców.